# Задњи крикоаритеноидни мишић
Задњи крикоаритеноидни мишић (лат. musculus cricoarytenoideus posterior) је парни троугласти мишић гркљана, који се у клиничкој медицинској пракси често назива и „постикус“. Локализован је на задњој страни гркљана, где прекрива његов доњи део.
Мишић се припаја на задњој страни крикоидне и мишићном наставку аритеноидне гркљанске хрскавице. Инервисан је од стране моторних влакана вагусног нерва, која овде доспевају преко доњег живца гркљана.
Због своје функције он је назван и „респираторни мишић гркљана“, јер повлачи мишићни наставак унутра и обрће аритеноидну хрскавицу и њене вокалне наставке упоље. Наиме, ово доводи до размицања гласних жива и повећавање промера међугласничке пукотине у току дибоког дисања. При мирном дисању, он се не контрахује али поседије одређени тонус.
При обостраној парализи мишића отежано је дисање, јер су гласне жице међусобно приљубљене. Међутим, код једностане парализе једна гласна жица је непокретна, док је она на здравој страни одмакнута упоље.